# (8058) Zuckmayer
(8058) Zuckmayer (3241 T-3) – planetoida z grupy pasa głównego asteroid okrążająca Słońce w ciągu 3,36 lat w średniej odległości 2,24 au. Odkryta 16 października 1977 roku.